# Assa
Assa (russisk: Асса) er en sovjetisk spillefilm fra 1988 af Sergej Solovjov.

## Medvirkende
- Sergei "Afrika" Bugaev som Bananan
- Tatjana Drubitj som Alika
- Stanislav Govorukhin som Andrej Valentinovitj Krymov
- Dmitrij Sjumilov som Vitja
- Aleksandr Basjirov som Sjurik Babakin